# Ding: Dictionary Lookup
Ding (Dictionary Nice Grep) ist eine freie Software zur Suche in Wörterbüchern. Es ist ein auf Tk basierendes grafisches Frontend zu Kommandozeilenprogrammen wie agrep/egrep, aspell/ispell und fortune, mit denen es lokale Textdateien durchforstet, oder auch DICT, mit dem es über das DICT-Protokoll auch auf Datenquellen über Internet zugreifen kann. In Ding ist bereits ein etwa 380.000 Wortgruppen umfassendes Deutsch–Englisch-Wörterbuch enthalten. Das Programm hat viele Konfigurationsoptionen, wie Sucheinstellungen, Sprache (Deutsch oder Englisch) und Farben. Es verfügt über Verlaufs- und Hilfsfunktionen. Es kann eingestellt werden, automatisch Wörter nachzuschlagen, die in irgendeiner Anwendung markiert werden.
Ding wurde im Februar 1999 erstmals veröffentlicht.